# Villa Hidalgo, Oaxaca
Villa Hidalgo là một đô thị thuộc bang Oaxaca, México. Năm 2005, dân số của đô thị này là 1955 người.